# Gerhard Roedel
Gerhard Roedel (* 8. November 1908 in Berlin; † 19. Mai 1986 in Kiel) war ein deutscher Diplomat und von 1964 bis 1966 Botschafter der Bundesrepublik Deutschland in Guatemala.

## Leben
Roedel studierte Rechtswissenschaften und Staatswissenschaften. Er bestand 1931 das erste juristische Staatsexamen und wurde er zum Dr. jur. promoviert. Zum 1. Mai 1933 war er der NSDAP beigetreten (Mitgliedsnummer 2.594.757). Von 1934 bis 1941 arbeitete Roedel in der Geschäftsleitung eines Maklerbüros in Berlin. Von 1936 bis 1937 war er Syndikus der Deutschen Rentenbank. 1936 absolvierte er das zweite Staatsexamen und trat in das Ministerium von Joachim von Ribbentrop ein. Von 1941 bis 1943 war er als wissenschaftlicher Mitarbeiter bei der deutschen Botschaft in Rom beschäftigt. Ab 1943 war er Referent im Reichsministerium für Ernährung und Landwirtschaft.
1945 war Roedel Persönlicher Referent von Theodor Steltzer. Über seine Entnazifizierung ist nichts bekannt. Von 1946 bis 1951 war er Landtagsdirektor in Kiel, in dieser Funktion wurde er Ende 1949 zum Oberregierungsrat befördert. 1951 sagte er als Zeuge vor einem parlamentarischen Untersuchungsausschuss gegen Landtagspräsident Karl Ratz (SPD) aus.
Von 1951 bis 1953 war er Vorsitzender einer Beschwerdekammer des Landesamts für Soforthilfe. Ab 1953 war er stellvertretender Leiter der Rechtsabteilung im Innenministerium von Schleswig-Holstein.
Im März 1953 wechselte Roedel in den auswärtigen Dienst der Bundesrepublik Deutschland. Von 1954 bis 1957 leitete er die Dienststelle des Auswärtigen Amtes in Berlin und war in Protokollangelegenheiten tüchtig. 1955 erfolgte seine Beförderung zum Vortragenden Legationsrat Erster Klasse.
Roedel war von 1957 bis 1960 als Botschafter in der Vertretung der Bundesrepublik Deutschland bei den Vereinten Nationen in New York City akkreditiert. Von 1960 bis 1964 war er erneut im Auswärtigen Amt tätig, zuletzt als Referatsleiter. Von 1964 bis 1966 war er Botschafter der Bundesrepublik Deutschland in Guatemala. Als Botschafter bei der Regierung von Alfredo Enrique Peralta Azurdia unterzeichnete er am 26. April 1966 ein Abkommen über technische Zusammenarbeit.
Von 1966 bis 1967 war Roedel Leiter des Referates Gesandtschafts- und Konsularrecht, Wiedergutmachung, Verkehrsrecht, Beamtenrecht im Auswärtigen Amt. Von September 1967 bis zu seiner Versetzung in den einstweiligen Ruhestand im April 1970 war er Generalkonsul der Bundesrepublik Deutschland in New Orleans. Im November 1973 erfolgte sein endgültiger Eintritt in den Ruhestand.